# Ljørdalen
Ljørdalen este o localitate din comuna Trysil, provincia Hedmark, Norvegia, cu o populație de 400 locuitori (2013).